# Armored Core 2: Another Age
Armored Core 2: Another Age (アーマード・コア2 アナザーエイジ?, Āmādo Koa 2: Anazā Eiji) è un videogioco mecha sparatutto in terza persona del 2001 sviluppato da FromSoftware per PlayStation 2. È il quinto capitolo della serie Armored Core e un sequel diretto di Armored Core 2. Un riavvio della serie, Armored Core 3, è uscito nel 2002 per PlayStation 2.
Armored Core 2: Another Age è uscito inizialmente in Giappone il 12 aprile 2001. FromSoftware ha collaborato con Agetec e ha pubblicato una versione nordamericana il 21 agosto dello stesso anno. Una versione europea è stata pubblicata in collaborazione con Metro3D il 27 settembre 2002.
Another Age è l'ultimo gioco della continuità originale di Armored Core iniziata con Armored Core del 1997. Cinque anni dopo il colpo di stato di Leos Klein in Armored Core 2, il governo della Terra deve vedersela con le multinazionali che ricostruiscono la loro influenza e una fazione ribelle che tenta di rovesciare il regime esistente.
Il gameplay è estremamente simile a Armored Core 2, cambiando alcune delle meccaniche di base. L'Arena viene rimossa dal gioco, lasciando il posto a oltre 100 missioni. Al gioco è stato aggiunto un supporto per controller analogico minore insieme a una modalità missione cooperativa locale. Sebbene sia stato mantenuto solo nella versione giapponese, il gioco si è distinto per essere stato il primo gioco del franchise a includere il multiplayer online.

## Trama
Cinque anni dopo il tentativo di colpo di stato guidato da Leos Klein, il governo della Terra lotta tenta di realizzare uno dei suoi obiettivi originali ovvero, ricollocare le persone dalle città sotterranee sulla superficie terrestre. Le tre più grandi società: Zio Matrix, Emeraude e Balena, combattono per il dominio a seguito di una massiccia perdita di influenza. Il governo tenta di tenere sotto controllo le corporazioni, ma la situazione è resa più complessa dal coinvolgimento di un gruppo ribelle, le Indie, che impegnano entrambe le parti nel tentativo di stabilire un nuovo governo.

## Modalità di Gioco
Il gameplay di Another Age mantiene le meccaniche di base del suo predecessore con alcune piccole modifiche. Il gioco ruota attorno all'accettazione di missioni da varie società per guadagnare crediti per nuove parti per l'unità Armored Core del giocatore. Come per Project Phantasma e Master of Arena, Another Age funge da espansione di Armored Core 2, sebbene possa essere giocato come titolo autonomo. L'Arena, modalità di gioco aggiunta in Project Phantasma e ricorrente nel corso della serie, è assente da Another Age, lasciando il posto a un numero maggiore di missioni. Mentre i giochi precedenti avevano un massimo di 50 missioni, Another Age ne contiene oltre 100, che rimane il numero più alto di missioni in un singolo gioco nell'intero franchise.
Il supporto analogico viene aggiunto nel gioco ma consente solo di utilizzare la levetta analogica sinistra per il movimento. Mentre altri giochi dell'epoca consentivano la funzionalità di visualizzazione sulla levetta analogica destra, Another Age ha mantenuto l'uso da parte del franchise dei pulsanti sulle spalle per guardarsi intorno.
Come i suoi predecessori, il gioco include una modalità Versus in multiplayer che può essere giocata a schermo diviso o tramite un cavo PlayStation I-Link. Nel gioco è inclusa una modalità missione cooperativa aggiuntiva che può essere giocata solo localmente. Nelle modalità multiplayer, il secondo giocatore può caricare il proprio Armored Core personale da un salvataggio su una seconda memory card.
In Giappone, Another Age introduce un'opzione multiplayer a banda larga che consente ai giocatori di combattere tra loro su Internet, ma la funzione non è inclusa nelle versioni rilasciate in altri territori. La rimozione è stata in parte dovuta al fatto che l'adattatore di rete PlayStation non era ancora stato rilasciato al di fuori del Giappone.

## Accoglienza
Another Age ha ricevuto "recensioni generalmente favorevoli" secondo il sito web di aggregazione di recensioni Metacritic.
In Giappone, Famitsū gli ha assegnato un punteggio di 35 su 40.
I revisori hanno elogiato la grafica e il numero di missioni più ampio in Another Age. Shawn Sanders di GameRevolution ha scritto " i mech sono ancora incredibilmente dettagliati" e ha concluso che il gioco sembrava "fantastico". Gerald Villoria di GameSpot ha notato che aggiungendo il maggior numero di missioni e ottimizzando la grafica, FromSoftware "ha migliorato il già solido framework impostato da Armored Core 2". GameZone ha aggiunto che con tutti i contenuti aggiunti, "c'è ancora molto da amare qui".
Come i giochi precedenti, i revisori hanno riscontrato che il gameplay mantiene la sua qualità. Villoria di GameSpot ha commentato la sfida fornita dal gioco, dicendo: "La difficoltà del gioco è una testimonianza dell'IA stellare del gioco, che non manca mai di sorprendere con manovre abili che sono a un livello quasi umano di imprevedibilità".
La rimozione della modalità Arena ha suscitato molte critiche da parte dei revisori, i quali hanno tutti affermato che la sua perdita è stata deludente. Sanders di GameRevolution ha affermato che la rimozione della modalità lo ha lasciato "depresso", mentre Villoria di GameSpot l'ha definito "deludente".
David Smith di IGN ha definito Another Age "la migliore espansione di Armored Core", ma ha aggiunto che si trattava "in sostanza dello stesso gioco". Molti revisori hanno scritto della mancanza di innovazione nel titolo, con GameZone che ha scritto che "c'è ben poco di diverso o nuovo rispetto agli altri titoli della serie, quindi se ne hai già giocato uno, non farlo aspettati di essere spazzato via". NextGen ha scritto del gioco: "Solo la mancanza del supporto online promesso impedisce a questo gioco di guadagnare cinque stelle".